# أندرو هوي (لاعب قوى)
أندرو هوي (بالإيطالية: Andrew Howe)‏ مواليد 12 مايو 1985 في لوس أنجلوس، هو لاعب قفز طويل وعداء إيطالي متخصص في سباق 200 متر. أفضل رقم شخصي له هو 10.27 (100 م). شارك في دورة الألعاب الأولمبية. سبق أن فاز بالميدالية الذهبية في بطولة أوروبا لألعاب القوى.

## سجل المنافسة
| العام        | المسابقة                                    | المكان            | المركز       | حدث          | ملاحظة       |
| يمثل إيطاليا | يمثل إيطاليا                                | يمثل إيطاليا      | يمثل إيطاليا | يمثل إيطاليا | يمثل إيطاليا |
| ------------ | ------------------------------------------- | ----------------- | ------------ | ------------ | ------------ |
| 2001         | بطولة العالم للشباب لألعاب القوى 2001       | دبرتسن، المجر     | 3            | القفز الطويل | 7.61 م       |
| 2002         | بطولة العالم للناشئين لألعاب القوى 2002     | كينغستون، جامايكا | 5            | 4×100م تتابع | 39.86        |
| 2004         | بطولة العالم للناشئين لألعاب القوى 2004     | غروسيتو، إيطاليا  | 1            | 200 م        | 20.28 ث      |
| 2004         | بطولة العالم للناشئين لألعاب القوى 2004     | غروسيتو، إيطاليا  | 1            | القفز الطويل | 8.11 م       |
| 2006         | بطولة العالم لألعاب القوى داخل الصالات 2006 | موسكو، روسيا      | 3            | القفز الطويل | 8.19 م       |
| 2006         | بطولة أوروبا لألعاب القوى 2006              | غوتنبرغ، السويد   | 1            | القفز الطويل | 8.20 م       |
| 2007         | بطولة أوروبا لألعاب القوى داخل الصالات 2007 | برمنغهام، إنجلترا | 1            | القفز الطويل | 8.30 م       |
| 2007         | بطولة العالم لألعاب القوى 2007              | أوساكا، اليابان   | 2            | القفز الطويل | 8.47 م       |
| 2010         | بطولة أوروبا لألعاب القوى 2010              | برشلونة، إسبانيا  | 5            |              | 8.12 م       |

## الميداليات
| الميدالية | المسابقة                                    |
| --------- | ------------------------------------------- |
| فضية      | بطولة العالم لألعاب القوى 2007              |
| برونزية   | بطولة العالم لألعاب القوى داخل الصالات 2006 |
| ذهبية     | بطولة أوروبا لألعاب القوى 2006              |
| ذهبية     | بطولة أوروبا لألعاب القوى داخل الصالات 2007 |

## روابط خارجية
- أندرو هوي على موقع الاتحاد الدولي لألعاب القوى (الإنجليزية)
- أندرو هوي على موقع الاتحاد الإيطالي لألعاب القوى (الإيطالية)
- أندرو هوي على موقع الدوري الماسي (الإنجليزية)
- أندرو هوي على موقع اللجنة الأولمبية الدولية (الإنجليزية)
- أندرو هوي على موقع أوليمبيديا (الإنجليزية)